# Orurillo
Orurillo es una localidad situada en el distrito homónimo, en la provincia de Melgar, departamento de Puno, Perú. Según el censo de 2017, tiene una población de 1127 habitantes.
Es la capital del distrito. Se encuentra a una altitud de 3915 m s. n. m.

## Clima
| Parámetros climáticos promedio de Orurillo | Parámetros climáticos promedio de Orurillo | Parámetros climáticos promedio de Orurillo | Parámetros climáticos promedio de Orurillo | Parámetros climáticos promedio de Orurillo | Parámetros climáticos promedio de Orurillo | Parámetros climáticos promedio de Orurillo | Parámetros climáticos promedio de Orurillo | Parámetros climáticos promedio de Orurillo | Parámetros climáticos promedio de Orurillo | Parámetros climáticos promedio de Orurillo | Parámetros climáticos promedio de Orurillo | Parámetros climáticos promedio de Orurillo | Parámetros climáticos promedio de Orurillo |
| Mes                                        | Ene.                                       | Feb.                                       | Mar.                                       | Abr.                                       | May.                                       | Jun.                                       | Jul.                                       | Ago.                                       | Sep.                                       | Oct.                                       | Nov.                                       | Dic.                                       | Anual                                      |
| ------------------------------------------ | ------------------------------------------ | ------------------------------------------ | ------------------------------------------ | ------------------------------------------ | ------------------------------------------ | ------------------------------------------ | ------------------------------------------ | ------------------------------------------ | ------------------------------------------ | ------------------------------------------ | ------------------------------------------ | ------------------------------------------ | ------------------------------------------ |
| Temp. media (°C)                           | 9.6                                        | 9.5                                        | 9.2                                        | 7.9                                        | 5.8                                        | 3.1                                        | 2.9                                        | 4.4                                        | 7.2                                        | 8.5                                        | 8.7                                        | 9.4                                        | 7.2                                        |
| Temp. mín. media (°C)                      | 2                                          | 2.3                                        | 1.7                                        | -1                                         | -5                                         | -9.9                                       | -10.1                                      | -8.3                                       | -3.2                                       | -1.7                                       | -1.3                                       | 1.7                                        | -2.7                                       |
| Fuente: climate-data.org                   |                                            |                                            |                                            |                                            |                                            |                                            |                                            |                                            |                                            |                                            |                                            |                                            |                                            |

## Historia
Durante la guerra peruano-boliviana, que se extendió entre 1841 y 1842, ocurrió en la zona el último enfrentamiento entre las fuerzas de ocupación bolivianas y milicias peruanas. Esto sucedió en abril de 1842. Fueron derrotadas las fuerzas bolivianas por el pueblo de Orurillo y milicias peruanas el 3 de abril. Las tropas peruanas, compuestas de 250 soldados y milicianos, se enfrentaron a 300 soldados bolivianos. Los peruanos tenían el apoyo de los habitantes del poblado de Orurillo, quienes se armaron de varias estrategias para derrotar conjuntamente con la escuadra peruana a los bolivianos. Los cadáveres de los soldados bolivianos fueron enterrados en varios puntos del pueblo. Los armamentos y pertrechos arrebatados al enemigo fueron trasladados al pueblo de San Antón. La sorpresa de Orurillo, entre otras, es decisiva en la completa derrota del ejército boliviano, contribuyendo a las negociaciones de paz que concluyeron con la firma del Tratado de Puno el 7 de junio de 1842.